# Jorge Rifatti
Jorge Rifatti (Rosario, Santa Fe, 16 de noviembre de 1970) es un exjugador de baloncesto argentino. Con 2,05 metros de altura, alternaba entre las posiciones de ala-pívot y pívot. Actuó profesionalmente en Argentina e Italia.

## Trayectoria
Rifatti comenzó a jugar al baloncesto en Belgrano de San Nicolás. Fue reclutado en 1987 por León Najnudel para concluir su formación e integrar el plantel de Sport Club Cañadense. Con ese club haría su debut en la Liga Nacional de Básquet.
En 1989 dejó su país junto a su compañero Hugo Sconochini para incorporarse al Viola Reggio Calabria. Allí permanecería hasta el año 1996, jugando en la máxima categoría del baloncesto profesional italiano.
Tras su experiencia en Europa, volvió a la Liga Nacional de Básquet como fichaje de Andino. Luego de ello jugaría dos temporadas en el Belgrano de San Nicolás.
Su última participación en una competición argentina fue su breve paso por Ciclista Juninense, cuando el equipo militaba en el Torneo Nacional de Ascenso. Regresó a Italia en enero de 2000, contratado por el Basket Trapani de la Serie B d'Eccellenza. 
Los últimos once años de su carrera como jugador transcurrirían en equipos de las diversas categorías del ascenso italiano.

## Selección nacional
Rifatti fue miembro del seleccionado juvenil de Argentina que conquistó el Campeonato Sudamericano de Baloncesto de Juveniles de 1988.